# Monastero di San Bernardino (Ferrara)
La chiesa di San Bernardino con annesso monastero era un edificio religioso situato a Ferrara in Corso Giovecca
Il complesso, costituito da una chiesa e da un monastero di monache dell'Ordine di San Francesco che seguiva la regola di Santa Chiara, venne acquistato da Lucrezia Borgia nel 1509 per Camilla, sua nipote, figlia del duca di Valentinois Cesare Borgia, che era già ospitata nel Monastero del Corpus Domini e che si trasferì in esso con altre venti monache.
Il 13 luglio 1514 Papa Leone X, confermava a Lucrezia Borgia il possesso del Monastero di San Bernardino, sotto la regola di Santa Chiara.
Al tempo Lucrezia volle badessa del Monastero di San Bernardino, l'amica Laura Boiardo, figlia del conte di Scandiano Giulio Ascanio Boiardo e di Cornelia Taddea Pio; prima cugina del poeta, conte di Scandiano Matteo Maria Boiardo; Laura in quel momento era già badessa del Monastero del Corpus Domini.
Dal 1543 al 1573 sarà badessa la stessa Camilla Lucrezia Borgia.

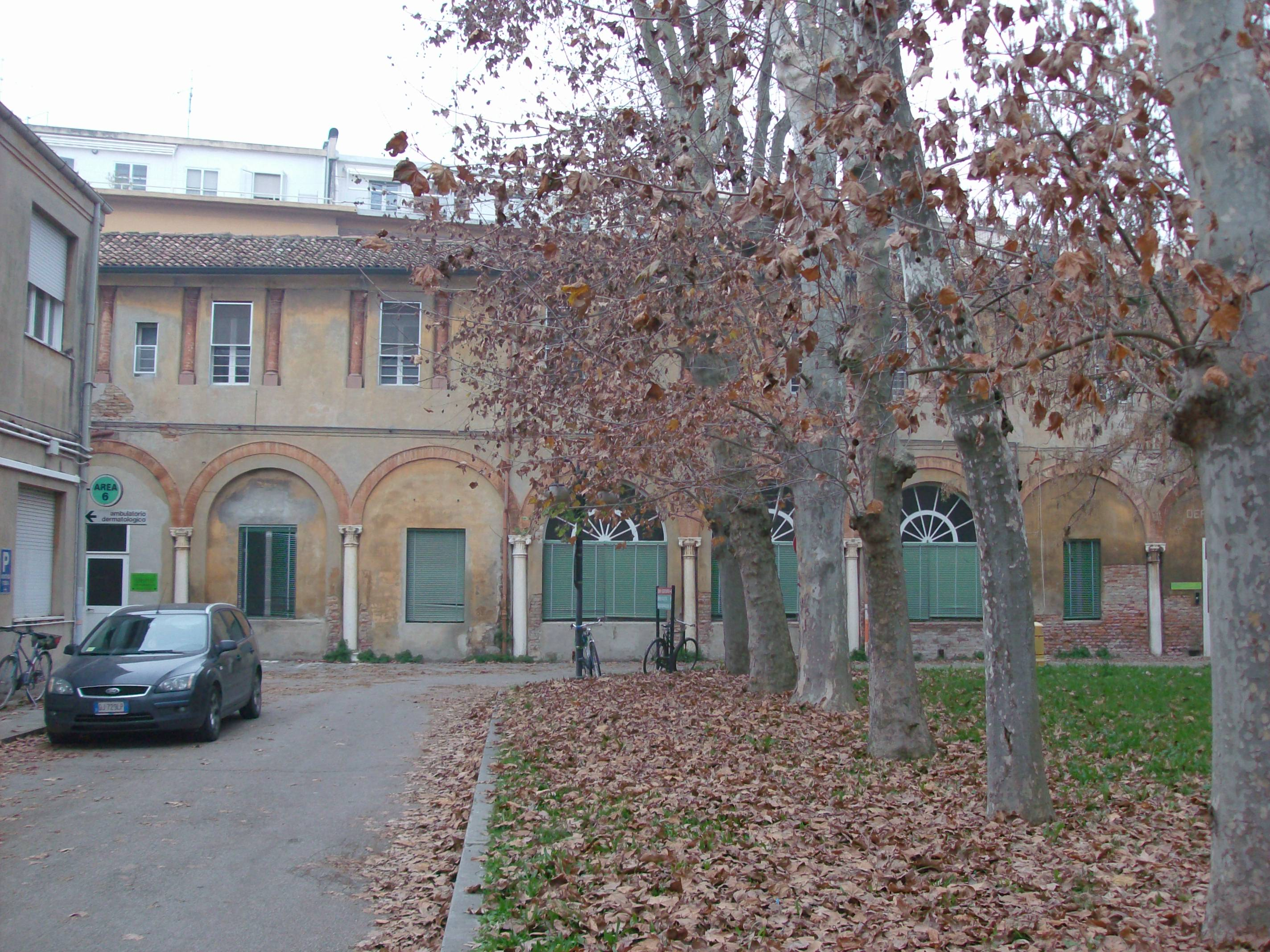
Chiostro del monastero di San Bernardino

Nel monastero erano presenti numerosi dipinti dei seguenti pittori famosi: Scarsellino, Dosso Dossi, Garofolo, Bellino, Guercino e Bastarolo.
Nel 1825 venne demolita la chiesa e parte del monastero.
Della struttura originaria rimane solamente un chiostro nell'area dell'ex Arcispedale S. Anna.